# Мастер из Кламси (мультфильм)
«Мастер из Кламси» — советский кукольный мультфильм для взрослых 1972 года, который создал на студии «Союзмультфильм» режиссёр Вадим Курчевский по мотивам повести «Кола Брюньон» известного французского писателя Ромена Роллана.

## Сюжет
Кола Брюньон — человек из народа, талантливый столяр из французского городка Кламси. Он вырезает прекрасные скульптуры из дерева и глядя на них вспоминает свою молодость, свою первую любовь — Ласточку. Кола никогда не теряет оптимизма, несмотря на целый поток обрушивающихся на него несчастий: он переболел чумой, выдержал болезнь внучки и смерть жены. Кола пережил гибель своих творений в герцогском замке и в сожжённой во время чумы мастерской. Главное для него — любовь к жизни и творческий труд, а ещё понимание, что жизнь продолжается в детях и учениках.

## Над фильмом работали
- Автор сценария — Алексей Симуков
- Режиссёр — Вадим Курчевский
- Художник-постановщик — Теодор Тэжик
- Операторы — Теодор Бунимович, Илья Миньковецкий, Ян Топпер
- Художники-мультипликаторы: Наталия Дабижа, Майя Бузинова, Иосиф Доукша
- Композитор — Михаил Меерович
- Звукооператор — Владимир Кутузов
- Монтажёр — Надежда Трещёва
- Редактор — Раиса Фричинская
- От автора — Алексей Консовский
- Художники-оформители: 
  - Роман Гуров,
  - Павел Гусев,
  - Владимир Аббакумов,
  - Марина Чеснокова (в титрах указан как «Маргарита Чеснокова»),
  - Лилиана Лютинская,
  - Валентин Ладыгин,
  - Олег Масаинов,
  - Галина Геттингер,
  - Светлана Знаменская,
  - Владимир Алисов,
  - Павел Лесин
- Директор картины — Натан Битман
- Приведено по титрам мультфильма.

## О мультфильме
Всего Наталия Дабижа «оживила» более тридцати персонажей, среди которых немало кукольных знаменитостей вроде Кола Брюньона («Мастер из Кламси»), Мартышки с Удавом («38 попугаев» и др.) и Чичикова с Ноздревым («Мертвые души»).

Все её зверюшки и человечки — не постные тряпичные особи, а существа живые, теплокровные, с привычками и повадками. — Наталья Лукиных

Именно в этот период Курчевский и поворачивает «назад»: от декоративности куклы к её живописности, от открытой, но однокачественной метафоры к многогранности и полнокровности вещного мира. «Мастер из Кламси» (1972) — работа, на которой вся съемочная группа объединилась в бережной любви к шедевру Р. Роллана и к самому Кола Брюньону. Свободная и спокойная эпика рассказа Кола контрастно соединилась с метафорической живописностью. Контраст неторопливости повествования и необычно активного напора мира, изображенного и изобразительного, — одна из принципиальных удач фильма.[…]
В «Мастере из Кламси» режиссёр, решая проблему живописности вещи и маски, подошёл к эстетике «живого натюрморта». Художественный парадокс оживающей и одухотворенной «мертвой природы» (а именно так переводится с французского слово «натюрморт») состоит в том, чтобы, создавая на съемочной площадке пространственный натюрморт из улиц, домов, интерьеров и даже человеческих фигур в их изначально-живописной неподвижности, не столько оживить его механически, то есть за счет перемещения кукол, сколько одухотворить его за счет внутренних, чисто живописных средств выразительности. В. Курчевский и художник Т. Тэжик поистине блистательно разрешили это противоречие.[…]
Очень большую трудность представлял собой выбор внешности самого Брюньона. Режиссёр и художник нашли неожиданное, пожалуй, даже слишком неожиданное решение: портретным прототипом для Кола Брюньона стал автопортрет Сезанна. (Кстати сказать, когда фильм демонстрировался во Франции, где имел большой успех как у публики, так и у профессионалов, многие кинематографисты говорили режиссёру, что его Кола Брюньон им неуловимо напоминает кого-то очень хорошо знакомого, и, получив ответ, ахали от неожиданности).[…]
Фильм «Мастер из Кламси» — не просто удачная экранизация литературного шедевра (что само по себе немало). Работа Курчевского и Тэжика обнаруживает новые возможности объемной мультипликации в передаче философского размышления о жизни, в изображении трагического — словом, во многом, что сегодня ещё кажется недоступным для «кукольного кино». Уроки «Мастера из Кламси», мне кажется, ещё не до конца усвоены всемогущей мультипликацией 80-х годов.
— Прохоров А. Вадим Курчевский // Режиссёры и художники советского мультипликационного кино. М., 1984.